# Шибеница
Шибеница је насељено мјесто у Босни и Херцеговини у општини Јајце које административно припада Федерацији Босне и Херцеговине. Према попису становништва из 1991. у насељу је живјело 925 становника.

## Становништво
Према попису становништва из 1991. године место је имало 925 становника.
Национални састав:
| Националност       | 1991.     |
| Муслимани          | 639 (69%) |
| Хрвати             | 286 (31%) |
| остали и непознато | 4         |
| укупно             | 925       |